# Communauté de communes Touraine Ouest Val de Loire
Die Communauté de communes Touraine Ouest Val de Loire ist ein französischer Gemeindeverband mit der Rechtsform einer Communauté de communes im Département Indre-et-Loire in der Region Centre-Val de Loire. Der Gemeindeverband wurde am 21. Dezember 2016 gegründet und umfasst 28 Gemeinden. Der Verwaltungssitz befindet sich im Ort Cléré-les-Pins.

## Historische Entwicklung
Der Gemeindeverband entstand mit Wirkung vom 1. Januar 2017 durch die Fusion der Vorgängerorganisationen
- Communauté de communes du Pays de Bourgueil und
- Communauté de communes Touraine Nord-Ouest.

Mit Wirkung vom 1. Januar 2018 verließ die Gemeinde Chouzé-sur-Loire den hiesigen Verband und wechselte zur Communauté de communes Chinon, Vienne et Loire. 

## Mitgliedsgemeinden
| Gemeinde                                           | Einwohner 1. Januar 2022 | Fläche km² | Dichte Einw./km² | Code INSEE | Postleitzahl |
| -------------------------------------------------- | ------------------------ | ---------- | ---------------- | ---------- | ------------ |
| Ambillou                                           | 1.748                    | 48,85      | 36               | 37002      | 37340        |
| Avrillé-les-Ponceaux                               | 475                      | 32,80      | 14               | 37013      | 37340        |
| Benais                                             | 948                      | 20,08      | 47               | 37024      | 37140        |
| Bourgueil                                          | 3.648                    | 32,95      | 111              | 37031      | 37140        |
| Braye-sur-Maulne                                   | 201                      | 11,84      | 17               | 37036      | 37330        |
| Brèches                                            | 222                      | 11,63      | 19               | 37037      | 37330        |
| Channay-sur-Lathan                                 | 809                      | 28,71      | 28               | 37055      | 37330        |
| Château-la-Vallière                                | 1.734                    | 21,94      | 79               | 37062      | 37330        |
| Cinq-Mars-la-Pile                                  | 3.943                    | 20,11      | 196              | 37077      | 37130        |
| Cléré-les-Pins                                     | 1.398                    | 35,62      | 39               | 37081      | 37340        |
| Continvoir                                         | 467                      | 41,19      | 11               | 37082      | 37340        |
| Coteaux-sur-Loire                                  | 1.872                    | 44,15      | 42               | 37232      | 37130, 37140 |
| Couesmes                                           | 556                      | 19,12      | 29               | 37084      | 37330        |
| Courcelles-de-Touraine                             | 480                      | 25,71      | 19               | 37086      | 37330        |
| Gizeux                                             | 377                      | 21,06      | 18               | 37112      | 37340        |
| Hommes                                             | 867                      | 29,59      | 29               | 37117      | 37340        |
| La Chapelle-sur-Loire                              | 1.472                    | 19,17      | 77               | 37058      | 37140        |
| Langeais                                           | 4.370                    | 64,55      | 68               | 37123      | 37130        |
| Lublé                                              | 140                      | 12,60      | 11               | 37137      | 37330        |
| Marcilly-sur-Maulne                                | 216                      | 14,60      | 15               | 37146      | 37330        |
| Mazières-de-Touraine                               | 1.463                    | 34,18      | 43               | 37150      | 37130        |
| Restigné                                           | 1.121                    | 21,31      | 53               | 37193      | 37140        |
| Rillé                                              | 314                      | 23,96      | 13               | 37198      | 37340        |
| Saint-Laurent-de-Lin                               | 344                      | 13,86      | 25               | 37223      | 37330        |
| Saint-Nicolas-de-Bourgueil                         | 1.118                    | 36,45      | 31               | 37228      | 37140        |
| Savigné-sur-Lathan                                 | 1.314                    | 17,61      | 75               | 37241      | 37340        |
| Souvigné                                           | 932                      | 24,41      | 38               | 37251      | 37330        |
| Villiers-au-Bouin                                  | 735                      | 29,83      | 25               | 37279      | 37330        |
| Communauté de communes Touraine Ouest Val de Loire | 33.284                   | 757,88     | 44               | –          | –            |

## Geographie

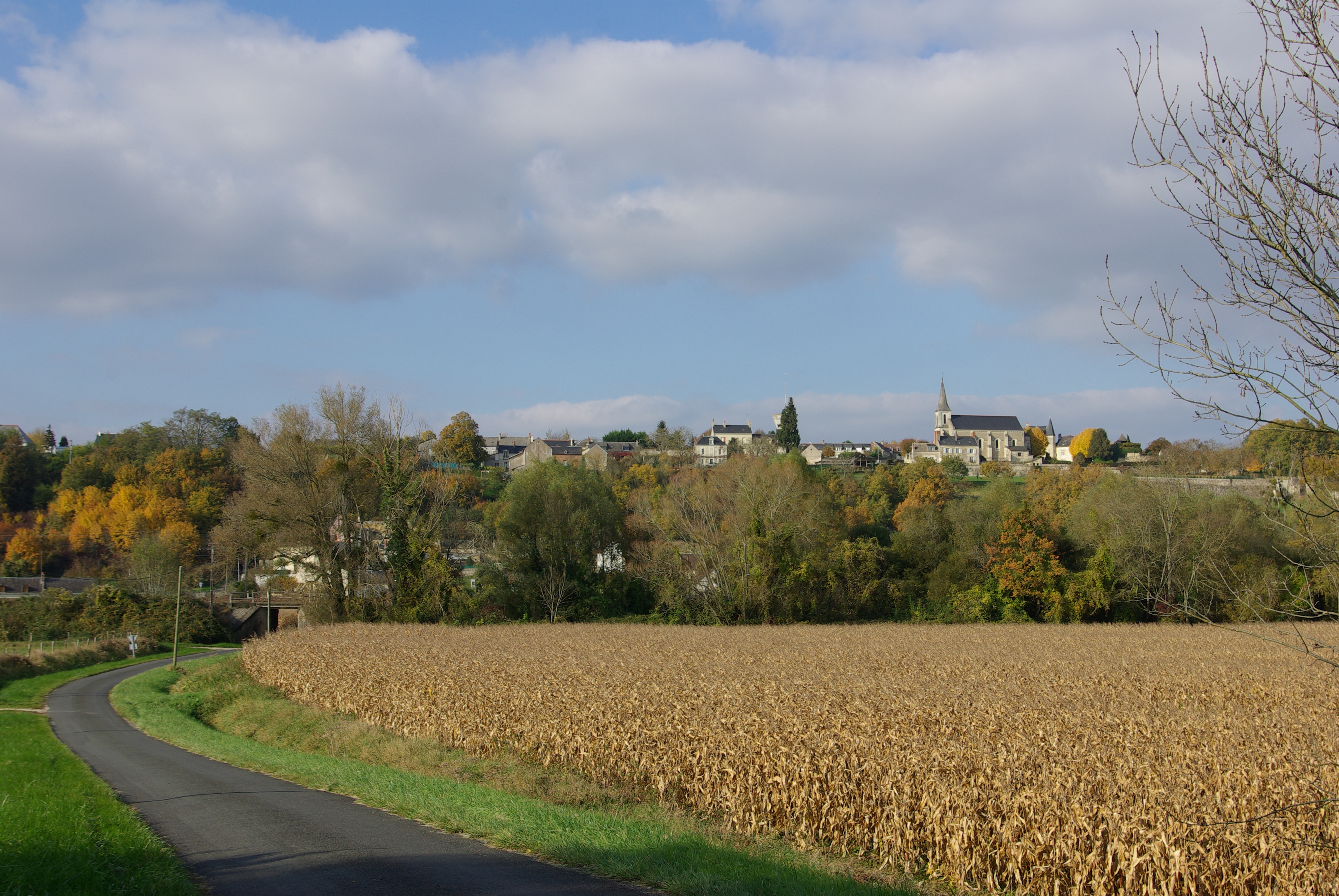
Landschaft bei Saint-Michel-sur-Loire

Der Gemeindeverband liegt an der Loire etwa 15 bis 30 Kilometer (Luftlinie) westlich der Stadt Tours.
Die Landschaft ist geprägt von Feldern und – teilweise bewaldeten – sanften Hügeln in Höhen zwischen 35 und 130 Metern ü. d. M.
Das Klima wird in hohem Maße vom ca. 200 Kilometer entfernten Atlantik bestimmt. Die sommerlichen Tagestemperaturen erreichen Höchstwerte von 30 bis 35 °C. An einigen Tagen im Winter fällt manchmal Schnee, der jedoch nur kurz liegen bleibt; die Temperaturen bewegen sich nur selten im Frostbereich.

## Wirtschaft
Die Mitgliedsgemeinden sind in hohem Maße von der Landwirtschaft (Ackerbau, Viehzucht und Milchwirtschaft) und vom Kleinhandwerk geprägt; Industriebetriebe gibt es in der Region nicht. Weinbau und Weintourismus spielen nur eine untergeordnete Rolle, obwohl die meisten Gemeinden innerhalb des Weinbaugebietes der Touraine liegen.

## Sehenswürdigkeiten

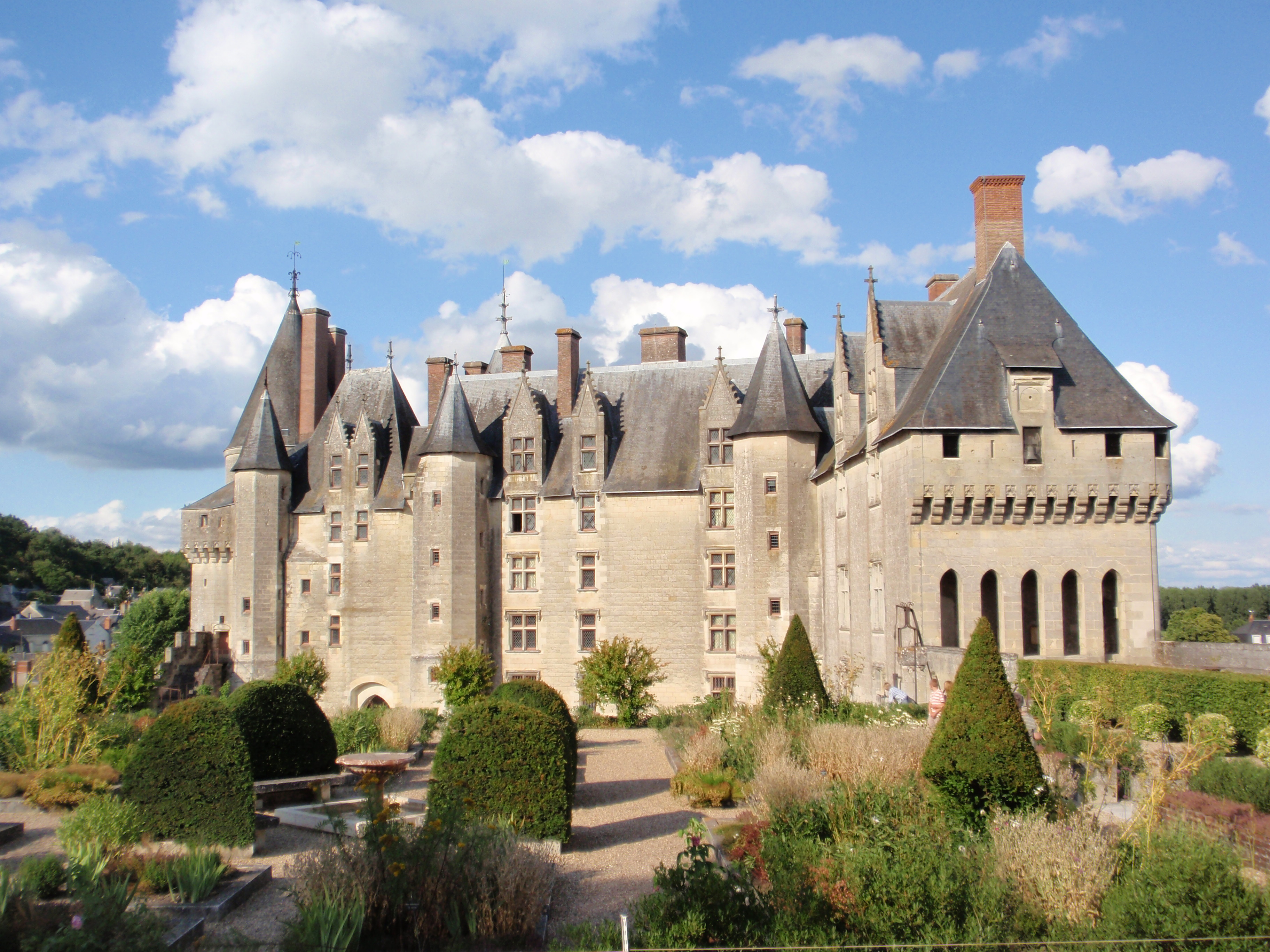
Schloss Langeais

Die leicht hügelige und stellenweise bewaldete Landschaft lädt zu Wanderungen ein. Das einzige Monument von überregionaler kulturhistorischer Bedeutung ist das Schloss Langeais. Ein Kuriosum ist das ca. 30 Meter hohe und aus über 100.000 Ziegelsteinen errichtete gallorömische Grabmonument (Pile de Cinq-Mars) von Cinq-Mars-la-Pile.